# Церква Святої Анни (Буківцьово)
Церква Святої Анни — дерев'яна церква, яка належить до переліку архітектурних пам'яток національного значення. Охоронний номер будівлі — 070016. Побудована у селі Буківцьово Ужгородського району Закарпатської області. Парафія належить до Закарпатської єпархіЇ Православної церкви України.

## Розташування
Церква Святої Анни знаходиться у центральній частині села на високому схилі. 

## Історія

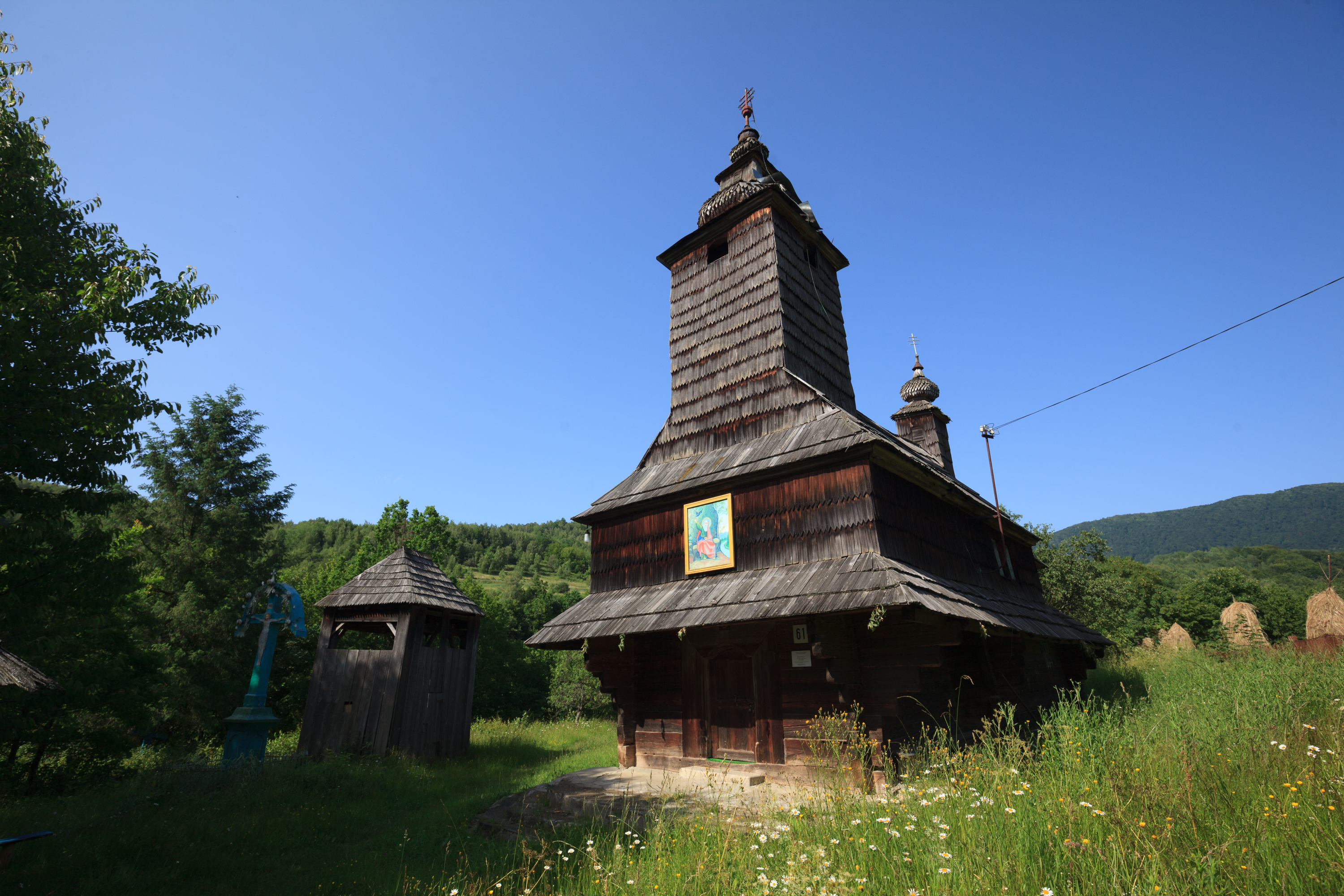

Церква була побудована у 17-18 столітті. Реконструкцію святині провів майстер Григорій Макарович. Виконання робіт було завершено ним 5 червня 1791 року. В процесі ремонтних робіт були підняті стіни бабинця і над ним майстер добудував вежу-дзвіницю. 
У 1820-х роках парафіяльним священником у церкві Святої Анни був Амброзій Яромис. 
Церква в селі Буківцьово була внесена до переліку архітектурних пам'яток Української РСР, які мають охоронятись державою. Перелік був затверджений 24 серпня 1963 року (№ 188). У наш час церква функціонує за призначенням. Доступ відвідувачів є вільним.

## Архітектура

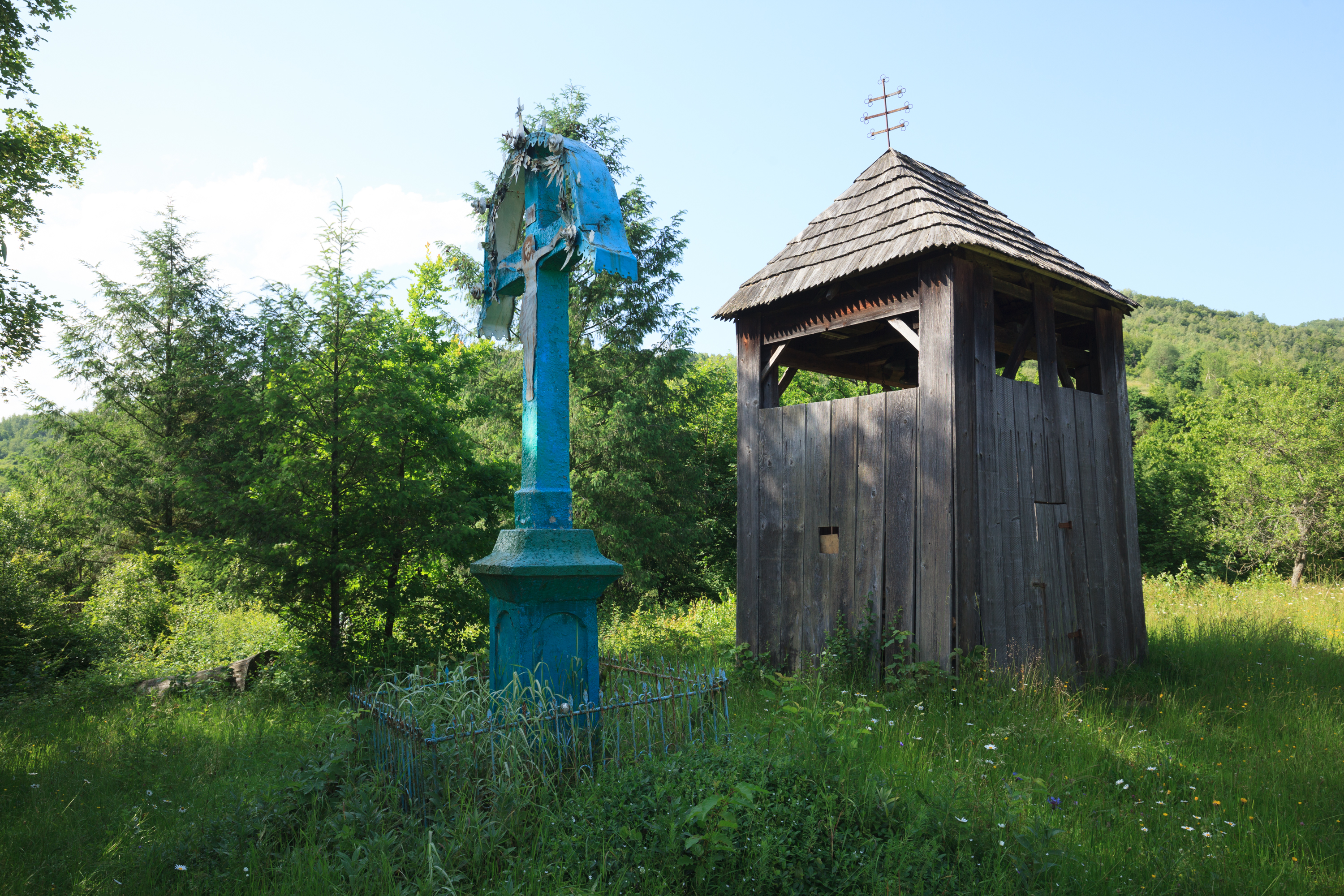

При первинному будівництві церква набула рис пізньобойківського стилю, а характерними елементами стали три шатрові верхи. Дерев'яна церква тридільна. Була побудована з використанням ялинкових брусів. Нава та вівтар мають шатрове перекриття. Дах був двосхилим. Дах та частини стін, які знаходяться вище піддашшя, покриває ґонт. Для покриття маківки був використаний леміш. Над вівтарною частиною на даху розташовується ліхтарик з маківкою. Шатрові верхи нефа та вівтарної частини сховались під єдиною покрівлею. Про роботи, які були проведені, збережений запис на стіні.
Після реконструкції на західному фасаді була встановлена каркасна барокова вежа з двоярусним завершенням. На дверях містяться ковані завіси, замок та клямка. З північного боку нави знаходяться другі двері. 
Зберігся іконостас, який датують 18 століттям. Проте ікони були перемальовані при парафіяльному священнику Амброзію Яромису у 1821 році. Збереглись старовинні речі: жертовник, престол з животом, хоругви, частини іконостасу. Також дійшли до 21 століття дерев'яні свічники.